# Chargey-lès-Gray
Chargey-lès-Gray és un municipi francès situat al departament de l'Alt Saona i a la regió de Borgonya - Franc Comtat. L'any 2007 tenia 690 habitants.

## Demografia

### Població
El 2007 la població de fet de Chargey-lès-Gray era de 690 persones. Hi havia 260 famílies, de les quals 68 eren unipersonals (36 homes vivint sols i 32 dones vivint soles), 84 parelles sense fills, 88 parelles amb fills i 20 famílies monoparentals amb fills.
La població ha evolucionat segons el següent gràfic:
Habitants censats

### Habitatges
El 2007 hi havia 299 habitatges, 265 eren l'habitatge principal de la família, 17 eren segones residències i 17 estaven desocupats. 272 eren cases i 27 eren apartaments. Dels 265 habitatges principals, 215 estaven ocupats pels seus propietaris, 44 estaven llogats i ocupats pels llogaters i 6 estaven cedits a títol gratuït; 1 tenia una cambra, 9 en tenien dues, 24 en tenien tres, 63 en tenien quatre i 168 en tenien cinc o més. 215 habitatges disposaven pel capbaix d'una plaça de pàrquing. A 118 habitatges hi havia un automòbil i a 130 n'hi havia dos o més.

### Piràmide de població
La piràmide de població per edats i sexe el 2009 era:
| Homes | Edats   | Dones |
| ----- | ------- | ----- |
| 0     | 95 o +  | 0     |
| 0     | 90 a 94 | 0     |
| 4     | 85 a 89 | 8     |
| 4     | 80 a 84 | 0     |
| 4     | 75 a 79 | 8     |
| 8     | 70 a 74 | 20    |
| 24    | 65 a 69 | 12    |
| 8     | 60 a 64 | 20    |
| 20    | 55 a 59 | 36    |
| 40    | 50 a 54 | 12    |
| 24    | 45 a 49 | 40    |
| 12    | 40 a 44 | 16    |
| 24    | 35 a 39 | 12    |
| 20    | 30 a 34 | 12    |
| 8     | 25 a 29 | 12    |
| 32    | 20 a 24 | 8     |
| 32    | 15 a 19 | 32    |
| 16    | 10 a 14 | 12    |
| 12    | 5 a 9   | 12    |
| 8     | 0 a 4   | 24    |

## Economia
El 2007 la població en edat de treballar era de 465 persones, 320 eren actives i 145 eren inactives. De les 320 persones actives 299 estaven ocupades (171 homes i 128 dones) i 21 estaven aturades (8 homes i 13 dones). De les 145 persones inactives 48 estaven jubilades, 73 estaven estudiant i 24 estaven classificades com a «altres inactius».

### Ingressos
El 2009 a Chargey-lès-Gray hi havia 269 unitats fiscals que integraven 641 persones, la mediana anual d'ingressos fiscals per persona era de 18.536 €.

### Activitats econòmiques
Dels 20 establiments que hi havia el 2007, 4 eren d'empreses de fabricació d'altres productes industrials, 6 d'empreses de construcció, 4 d'empreses de comerç i reparació d'automòbils, 1 d'una empresa de transport, 2 d'empreses d'hostatgeria i restauració, 2 d'empreses de serveis i 1 d'una entitat de l'administració pública.
Dels 3 establiments de servei als particulars que hi havia el 2009, 2 eren fusteries i 1 restaurant.
L'únic establiment comercial que hi havia el 2009 era una botiga de menys de 120 m².
L'any 2000 a Chargey-lès-Gray hi havia 9 explotacions agrícoles que ocupaven un total de 528 hectàrees.

## Equipaments sanitaris i escolars
El 2009 hi havia una escola elemental integrada dins d'un grup escolar amb les comunes properes formant una escola dispersa.

## Poblacions properes
El següent diagrama mostra les poblacions més properes.